# Calpionèl·lids

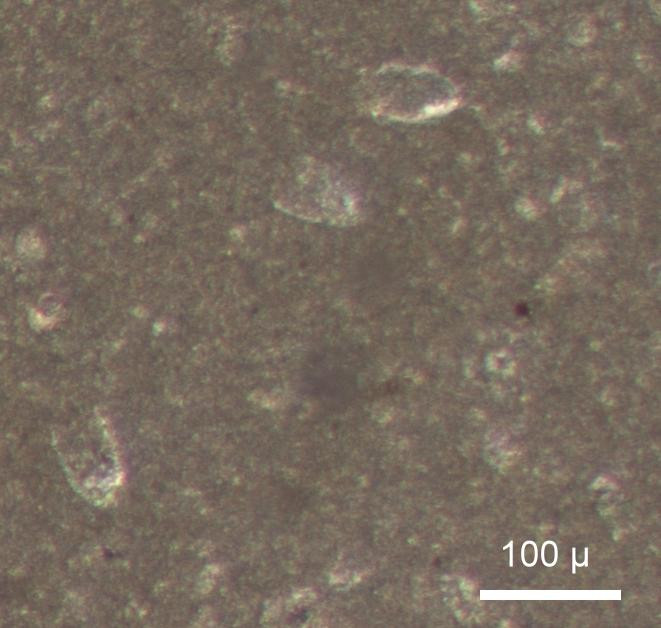
Imatge de microscopi d'una mostra de Calpionèl·lids.

Els calpionèl·lids (Calpionellidae) són una família de protists alveolats unicel·lulars els fòssils dels quals es troben en estrats des del Juràssic superior al Cretaci inferior. Són protists planctònics molt comuns en les calices micrítiques de sediments pelàgics. Presenten una closca de calcita amb forma oval o allargada, podent estar l'obertura vorada per un collar. El seu nom deriva del grec "κάλπις", que significa "gerra d'aigua", per la seva forma.